# ウランタイ
ウランタイ（烏蘭泰、満洲語: ᡠᠯᠠᠨᠲᠠᡞ　転写：ulantai、? - 1852年）は、清の軍人。字は遠芳。
満州正紅旗人。ジャハーンギール・ホージャの蜂起の鎮圧に新疆に赴き、功績をあげた。火器のエキスパートとして知られ、1847年に広東副都統に就任した。
1851年、広西省で太平天国の乱が拡大すると、ウランタイは出陣を命じられ、緑営の精鋭500人を率いて広西省に赴き、欽差大臣サイシャンガ（賽尚阿）の指揮下に入った。しかし清軍の内部ではウランタイと広西提督向栄の関係が悪く、連携がとれない状態であった。そのため向栄・秦定三・ウランタイが武宣に太平天国軍を包囲していたが、象州を奪われてしまった。ウランタイは象州中坪に拠っていた太平天国軍を攻撃し、千人余りを殺害した。秋に太平天国軍が桂平新墟に拠ると、ウランタイは四方から攻撃して莫村で1日に7勝を収め、数千人を斬った。
やがて太平天国軍が永安を陥落させると、向栄が北路を、ウランタイは南路をとった。しかし両者の意見が合わず、戦闘は長引いた。1852年2月、太平天国軍は永安を捨てて桂林に向かった。ウランタイは追撃したが、険しい道と雨のために総兵4人が戦死するという大損害を出した。追撃を続けていたウランタイは桂林城外の将軍橋で被弾し、20日後に死亡した。